# Ришар, Антуан
Антуан Ришар (фр. Antoine Richard; род. 8 сентября 1960, Фонтенбло) — французский спринтер, бронзовый призёр летних Олимпийских игр 1980 года в Москве, участник двух Олимпиад.

## Карьера
На Олимпиаде в Москве Ришар выступал в беге на 100 метров и эстафете 4×100 м. В первой дисциплине Ришар выбыл из борьбы за медали на стадии предварительных забегов, а во второй сборная Франции завоевала бронзовые награды (38,53 с), пропустив вперёд сборные СССР и Польши.
На следующей Олимпиаде в Лос-Анджелесе Ришар снова выступал в тех же дисциплинах. В коротком спринте Ришар не смог пробиться в финальную часть соревнований, а в эстафете сборная Франции заняла 6-е место.